# Jarosław Starzyk
Jarosław Robert Starzyk (ur. 1963 w Olsztynie) – polski ekonomista i dyplomata, ambasador RP w Szwajcarii i Liechtensteinie, stały przedstawiciel RP przy Unii Europejskiej.

## Życiorys
W 1989 ukończył studia na Wydziale Handlu Zagranicznego Szkoły Głównej Planowania i Statystyki, a w latach 1990–1991 odbył studia podyplomowe w Akademii Dyplomatycznej w Wiedniu.
W 1989 podjął pracę w dyplomacji, początkowo był zatrudniony w Departamencie Międzynarodowych Stosunków Ekonomicznych Ministerstwa Spraw Zagranicznych. W latach 1992–1997 pełnił funkcję attaché ds. ekonomicznych w Ambasadzie RP w Sztokholmie. Po powrocie do Polski objął stanowisko naczelnika Wydziału Koordynacji w Departamencie Integracji Europejskiej, a następnie został zastępcą dyrektora Departamentu Unii Europejskiej MSZ. W latach 1999–2004 pracował w Stałym Przedstawicielstwie RP przy Unii Europejskiej w Brukseli jako radca-minister, odpowiadając za koordynację negocjacji dotyczących członkostwa Polski w UE. Od 2004 był I radcą w Departamencie Unii Europejskiej, a w 2005 został zastępcą dyrektora Departamentu Zagranicznej Polityki Ekonomicznej MSZ w randze radcy-ministra. W 2006 objął kierownictwo Departamentu Unii Europejskiej, rok później został ambasadorem tytularnym.
1 lipca 2008 objął funkcję ambasadora RP w Szwajcarii, będąc jednocześnie akredytowany w Liechtensteinie. Stanowiska te zajmował do sierpnia 2015. 25 lutego 2016 został mianowany stałym przedstawicielem RP przy Unii Europejskiej. W październiku 2017 podał się do dymisji, co motywował względami osobistymi.